# Microsema ennomaria
Microsema ennomaria är en fjärilsart som beskrevs av W. Warren 1897. Microsema ennomaria ingår i släktet Microsema och familjen mätare. Inga underarter finns listade i Catalogue of Life.